# Beach Blanket Bingo
Beach Blanket Bingo (br.: Folias na praia) é um filme estadunidense de 1965 do gênero "Comédia musical" dirigido por William Asher e produzido pela American International Pictures. É o quinto filme da série com a Turma da Praia.
Outros filmes dessa série são Beach Party (1963), Muscle Beach Party (1964), Bikini Beach (1964), Pajama Party (1964), How to Stuff a Wild Bikini (1965) e The Ghost in the Invisible Bikini (1966).

## Elenco
- Frankie Avalon...Frankie
- Annette Funicello...Dee Dee
- Harvey Lembeck...Eric Von Zipper
- John Ashley...Steve
- Deborah Walley...Bonnie
- Jody McCrea...Bonehead
- Marta Kristen...Lorelei
- Linda Evans...Sugar Kane
- Don Rickles...Big Drop
- Paul Lynde...Bullets
- Donna Loren...Donna
- Timothy Carey...South Dakota Slim
- Buster Keaton...Buster
- Bobbi Shaw...Bobbi

## Sinopse
A cantora Sugar Kane é convencida pelo seu agente publicitário Bullets a simular um salto de paraquedas (na verdade quem faz o verdadeiro salto é uma dublê, Bonnie) para divulgar um disco.  Frankie e os surfistas de Malibu ajudam-na a sair da água e por isso a foto dele sai no jornal como "tendo salvo a cantora". Ele e Dee Dee se interessam em aprender paraquedismo e conhecem Bonnie e o namorado, Steve. Bonnie usa Frankie para despertar ciumes em Steve e Dee Dee, furiosa, começa a flertar com Steve. Enquanto isso, Eric Von Zipper e sua gangue de motociclistas conhecem Sugar Kane e planejam sequestrá-la e Bonehead se apaixona pela sereia Lolerei. No climax do filme, referências ao cinema mudo, principalmente ao seriado de 1914 The Perils of Pauline (além da presença de Buster Keaton no elenco), com o vilão South Dakota Slim (referência ao jogador de sinuca "Minnesota Fats", do filme The Hustler) ameaçando Sugar com uma serra circular.

## Músicas
A trilha sonora foi de Les Baxter.
Guy Hemric e Jerry Styner escreveram sete canções para o filme: “Beach Blanket Bingo”, cantada por Frankie Avalon, Annette Funicello e a turma; “I Think You Think” cantada em dueto por  Avalon e Funicello;  “These Are the Good Times” interpretada por Avalon; “It Only Hurts When I Cry” cantada por Donna Loren; “Follow Your Leader” interpretada por Harvey Lembeck com a Gangue dos Ratos ("Rat Pack"); e duas outras canções - “New Love” e “Fly Boy” – ambas interpretada pela cantora de estúdio Jackie Ward que dubla Linda Evans.
Gary Usher e Roger Christian escreveram três canções: “Cycle Set” e a instrumental “Freeway” - ambas em performance de The Hondells; e  “I'll Never Change Him” cantada por Annette Funicello.